# Dementium: The Ward
Dementium: The Ward é um jogo eletrônico de tiro em primeira pessoa estilo survival horror desenvolvido pela Renegade Kid e públicado pela Gamecock. O jogo foi lançado na América do Norte em 31 de outubro de 2007.
É o jogo mais conhecido dentre poucos do gênero survival horror para Nintendo DS. Levando em conta outras plataformas com enxurradas de jogos do gênero como Silent Hill, que nunca teve versão para o portátil DS, Dementium é considerado pelos fãs como "o Silent Hill do DS".
Em 2010, foi lançada uma sequência, Dementium II, não muito direta à história do primeiro porém com algumas melhorias.

## História
Antes de ser do jogo ser lançado pela Game Cock, Jools Watshan, fundador e diretor da Renegade Kid, levou a ideia para Konami, o que poderia ser um Silent Hill exclusivo para o Nintendo DS. Porém a empresa se recusou a deixar a equipe dirigir a série Silent Hill. Após isso o jogo foi intitulado Dementium, e a equipe da Renegade Kid foi novamente à Konami apresentar a ideia do novo jogo com algumas fotos, mas a distribuidora novamente se recusou alegando que não queria se aventurar na plataforma do Nintendo DS.

## Jogabilidade
Dementium possui ambientes totalmente em 3D e iluminação em tempo real. O diretor de criação Jools Watsham disse que os controles de toque na tela foram baseados no jogo Metroid Prime: Hunters. O jogo foi primeiramente planejado para conter modo multiplayer, porém a ideia foi abandonada para que o desenvolvimento fosse focado no modo single player.

## Sinopse
Dementium conta a história de um homem que acorda e se encontra sozinho em lugar misterioso, um hospital congelado no tempo. Confrontando os experimentos grotescos presentes no local, ele deve ainda desvendar segredos e resolver vários  quebra-cabeças para que consiga escapar com vida.

## Recepção da crítica
Dementium foi bem recebido pelos críticos, ganhando opiniões favoráveis. Ele foi elogiado pela sua execução técnica. Craig Harris do IGN descreveu o espetacular desempenho: os efeitos de luz e a textura de Dementium: The Ward são surpreendentes, considerando as capacidades do Nintendo DS, disse. O jogo também foi elogiada, graças ao bom desempenho dos efeitos de som, muito mais elevado do que em outros títulos do mesmo console. O jogo foi criticado, no entanto, negativamente, devido à sua falta de longevidade, mas também devido ao seu sistema de resgate.